# Laurent Panis
Pour les articles homonymes, voir Panis.
Pas d'image ? Cliquez ici

a Compétitions nationales et continentales officielles uniquement.

Dernière mise à jour le 26 juin 2024.
Laurent Panis, né le 23 avril 1993 à Paris, est un joueur français de rugby à XV. Il évolue au poste de talonneur.
Durant l'intégralité de sa carrière, il joue avec le Stade français. Avec ce club, il remporte le Challenge européen en 2017.

## Biographie
Né à Paris, Laurent Panis essaie dans sa jeunesse plusieurs sports avec sa sœur, dont le judo et la natation. Son père l'inscrit au Stade français puis il intègre son centre de formation.
En 2015, il signe son premier contrat professionnel en prolongeant son contrat en contrat espoir pour une saison et ainsi passer pro la saison suivante.
Durant la saison 2016-2017, il remporte le Challenge européen en étant remplaçant lors de la finale,. À l'issue de la saison, il prolonge son contrat en s'engageant pour deux saisons de plus.
En 2019, il prolonge son contrat de deux saisons supplémentaires,.
Au mois de mars 2023, il signe une nouvelle prolongation d'une saison supplémentaire.
Un plus tard, il annonce prendre sa retraite à l'issue de la saison 2023-2024, à seulement trente ans.

## Palmarès
- Vainqueur du Challenge européen en 2017 avec le Stade français.